# Margret Kreidl
Margret Kreidl (*1964, Salzburgo) é uma escritora austríaca.
No ano de 2003, ela foi writer in reference em Allegheny College na Pensilvânia.
Mora em Viena.

## Prémios
- 1994: Reinhard-Priessnitz-Preis.
- 1996: Literaturförderungspreis der Stadt Graz
- 2000: Förderungspreis der Stadt Wien
- 2001: Siemens-Förderpreis, Wien

## Obras

### Livros
- 1995: Meine Stimme, edition gegensätze, Graz
- 1996: Ich bin eine Königin. Auftritte, Wieser Verlag, Klagenfurt
- 1998: In allen Einzelheiten. Katalog, Ritter Verlag, Klagenfurt
- 1999: Süße Büsche, Das fröhliche Wohnzimmer, Wien
- 2001: Grinshorn und Wespenmaler. 34 Heimatdramen, Das fröhliche Wohnzimmer, Wien
- 2002: Laute Paare. Szenen Bilder Listen, mit CD, Edition Korres-pondenzen, Wien
- 2005: Mitten ins Herz, Edition Korrespondenzen, Wien

### Peças radiofônicas
- 1993 Halbe Halbe, ORF, Ö1
- 1994 Meine Stimme, Gesang: Ute Wassermann, ORF Ö1
- 1996 Reiten, ORF Ö1
- 1998 Auf der Couch, ORF Ö1
- 2000 Privatprogramm, ORF Ö1
- 2002 Heimatkunde, ORF Ö1
- 2003 Spuren, Schwärme, ORF Ö 1
- 2004 Wir müssen reden, ORF Ö1
- 2006 Von Herzen, mit Schmerzen, ORF Ö1